# Spionernas bro
Spionernas bro (originaltitel: Bridge of Spies) är en biografisk dramathriller från 2015 som handlar om U-2-affären. Den är regisserad av Steven Spielberg och skriven av Joel och Ethan Coen. I filmen medverkar Tom Hanks, Mark Rylance, Amy Ryan och Alan Alda.
Bron som filmens namn syftar på är Glienicker Brücke som under kalla kriget gick över den gränsbildande floden Havel mellan Västberlin och Potsdam i Östtyskland.
Inför Oscarsgalan 2016 nominerades filmen till sex priser, bland annat i kategorin Bästa film. Mark Rylance tilldelades priset för Bästa manliga biroll.

## Handling
Filmen utspelar sig under kalla kriget där piloten Gary Powers spaningsplan skjuts ner över Sovjetunionen under ett rutinuppdrag. Powers tillfångatas av de sovjetiska myndigheterna, och när nyheten når Amerika kallas advokaten James Donovan (Tom Hanks) in för att förhandla för Powers frihet.

## Rollista
| Tom Hanks            | – James B. Donovan         |
| Mark Rylance         | – Rudolf Abel              |
| Amy Ryan             | – Mary McKenna Donovan     |
| Alan Alda            | – Thomas Watters           |
| Austin Stowell       | – Francis Gary Powers      |
| Jesse Plemons        | – Murphy                   |
| Domenick Lombardozzi | – Agent Blasco             |
| Sebastian Koch       | – Wolfgang Vogel           |
| Eve Hewson           | – Carol Donovan            |
| Will Rogers          | – Frederic Pryor           |
| Dakin Matthews       | – domare Mortimer W. Byers |
| Michael Gaston       | – Williams                 |
| Peter McRobbie       | – Allen Dulles             |
| Stephen Kunken       | – William Tompkins         |
| Joshua Harto         | – Bates                    |
| Billy Magnussen      | – Doug Forrester           |
| Edward James Hyland  | – Earl Warren              |

## Mottagande
Spionernas bro möttes av positiva recensioner av kritiker. På Rotten Tomatoes har filmen ett medelbetyg på 91%, baserat på 242 recensioner, och ett genomsnittsbetyg på 7,8 av 10. På Metacritic har filmen genomsnittsbetyget 81 av 100, baserat på 48 recensioner.

## Utmärkelser
| Priser och nomineringar      | Priser och nomineringar | Priser och nomineringar                                  | Priser och nomineringar | Priser och nomineringar |
| Utmärkelse                   | Kategori                | Mottagare                                                | Resultat                |                         |
| ---------------------------- | ----------------------- | -------------------------------------------------------- | ----------------------- | ----------------------- |
| Oscar                        | Bästa manliga biroll    | Mark Rylance                                             | Vann                    |                         |
| Oscar                        | Bästa film              | Kristie Macosko Krieger, Marc Platt och Steven Spielberg | Nominerad               |                         |
| Oscar                        | Bästa originalmanus     | Matt Charman, Ethan Coen och Joel Coen                   | Nominerad               |                         |
| Oscar                        | Bästa filmmusik         | Thomas Newman                                            | Nominerad               |                         |
| Oscar                        | Bästa ljud              | Drew Kunin, Andy Nelson och Gary Rydstrom                | Nominerad               |                         |
| Oscar                        | Bästa scenografi        | Rena DeAngelo, Bernhard Henrich och Adam Stockhausen     | Nominerad               |                         |
| Golden Globes                | Bästa manliga biroll    | Mark Rylance                                             | Nominerad               |                         |
| BAFTA Awards                 | Bästa manliga biroll    | Mark Rylance                                             | Vann                    |                         |
| BAFTA Awards                 | Bästa film              | Kristie Macosko Krieger, Marc Platt och Steven Spielberg | Nominerad               |                         |
| BAFTA Awards                 | Bästa regi              | Steven Spielberg                                         | Nominerad               |                         |
| BAFTA Awards                 | Bästa originalmanus     | Matt Charman, Ethan Coen och Joel Coen                   | Nominerad               |                         |
| BAFTA Awards                 | Bästa filmmusik         | Thomas Newman                                            | Nominerad               |                         |
| BAFTA Awards                 | Bästa ljud              | Richard Hymns, Drew Kunin, Andy Nelson och Gary Rydstrom | Nominerad               |                         |
| BAFTA Awards                 | Bästa scenografi        | Rena DeAngelo och Adam Stockhausen                       | Nominerad               |                         |
| BAFTA Awards                 | Bästa foto              | Janusz Kaminski                                          | Nominerad               |                         |
| BAFTA Awards                 | Bästa klippning         | Michael Kahn                                             | Nominerad               |                         |
| Screen Actors Guild Awards   | Bästa manliga biroll    | Mark Rylance                                             | Nominerad               |                         |
| Critics' Choice Movie Awards | Bästa film              |                                                          | Nominerad               |                         |
| Critics' Choice Movie Awards | Bästa regissör          | Steven Spielberg                                         | Nominerad               |                         |
| Critics' Choice Movie Awards | Bästa manliga biroll    | Mark Rylance                                             | Nominerad               |                         |
| Critics' Choice Movie Awards | Bästa originalmanus     | Matt Charman, Ethan Coen och Joel Coen                   | Nominerad               |                         |
| Critics' Choice Movie Awards | Bästa scenografi        | Rena DeAngelo och Adam Stockhausen                       | Nominerad               |                         |